# Нифедипин
Нифедипи́н — гипотензивное лекарственное средство, антагонист ионов кальция, производное 1,4-дигидропиридина: диметиловый эфир 2,6-диметил-4-(2-нитрофенил)-1,4-дигидропиридин-3,5-дикарбоновой кислоты.

## Фармакологическое действие
Блокатор кальциевых каналов. Тормозит ток ионов кальция через мембрану кардиомиоцитов и гладких мышц сосудов, что приводит к уменьшению накопления кальция внутри клеток. Это вызывает расширение коронарных артерий, периферических кровеносных сосудов, что обусловливает уменьшение общего периферического сосудистого сопротивления (ОПСС) и, следовательно, уменьшение нагрузки на сердце, повышение снабжения миокарда кислородом. Снижая работу сердца, препарат уменьшает потребление миокардом кислорода, а также косвенно снижает потребность миокарда в кислороде путём уменьшения ОПСС и постнагрузки.
Торможение поступления и накопления ионов кальция в кардиомиоцитах предотвращает истощение энергетических резервов миокарда и обеспечивает защитное действие на сердечную мышцу.
Под влиянием препарата снижается артериальное давление (АД), исчезает или уменьшается боль в грудной клетке, связанная с гипоксией миокарда. Благодаря вазодилатирующему действию на коронарные артерии улучшается постстенотическое кровообращение при атеросклеротической обструкции.
Высвобождение нифедипина из таблеток пролонгированного нифедипина — очень медленное. Эффект препарата продолжается 24 ч, поэтому достаточно однократного применения в течение суток.
После начала терапии интенсивность гипотензивного действия возрастает и достигает стабильного состояния на 3—4-й день, тогда как влияние на боли в грудной клетке достигает плато на 3—4-й неделе.
Преимущественно в начале терапии сердечный ритм и сердечный выброс могут снижаться в результате активации барорецепторов. При длительной терапии нифедипином сердечный ритм и сердечный выброс возвращаются к тем значениям, которые они имели до начала терапии. У пациентов с артериальной гипертензией наблюдается более выраженное снижение АД.
Нифедипин также обладает нормотимической активностью, оказывает профилактическое действие при мигрени, оказывает сильное спазмолитическое действие на гладкую мускулатуру внутренних органов.

## Фармакокинетика

### Всасывание и распределение
Высвобождение нифедипина из таблеток пролонгированного нифедипина медленное и практически линейное, что обеспечивает действие препарата в течение суток. После высвобождения нифедипин быстро и практически полностью абсорбируется из желудочно-кишечного тракта (ЖКТ). Одновременный приём пищи ускоряет абсорбцию.

### Фармакокинетика в особых клинических случаях
При нарушениях функции почек возможно увеличение T½.

## Эффективность и безопасность
В некоторых случаях нифедипин, равно как и другие дигидропиридиновые антагонисты кальция, обладает проишемческим эффектом вплоть до инфаркта миокарда. Такой парадоксальный эффект объясняется развитием «синдрома обкрадывания».
Высокие дозы нифедипина, в отличие от амлодипина, могут увеличить риск внезапной остановки сердца.

## Показания
- артериальная гипертензия;
- стабильная стенокардия (стенокардия напряжения);
- ангиоспастическая стенокардия;
- профилактика приступов мигрени;
- почечная, желчнокаменная, кишечная колика и другие состояния, когда требуется сильное спазмолитическое действие.

## Режим дозирования
Устанавливают индивидуально. Препарат назначают в средней дозе 10 мг раз в сутки как в начале терапии, так и при продолжительном лечении. При необходимости дозу увеличивают до 20 мг/сут в 1—2 приёма.
Максимальная суточная доза не должна превышать 40 мг.

## Побочное действие
Со стороны сердечно-сосудистой системы: возможны головная боль, покраснение лица, отёки лодыжек; редко — ортостатическая гипотензия, нарушение сердечного ритма, боль в грудной клетке.
Со стороны ЦНС: редко — головокружение, повышенная утомляемость.
Со стороны пищеварительной системы: редко — тошнота, изжога, запор, диарея, гиперплазия десен.
Аллергические реакции: редко — кожная сыпь, крапивница, зуд.
Прочие: редко — мышечные судороги.

## Противопоказания
- кардиогенный шок;
- порфирия;
- выраженный аортальный стеноз;
- артериальная гипотензия;
- коллапс;
- тяжёлая сердечная недостаточность в стадии декомпенсации;
- острый инфаркт миокарда;
- беременность;
- лактация (грудное вскармливание);
- детский и подростковый возраст до 18 лет;
- повышенная чувствительность к нифедипину и другим компонентам препарата;
- повышенная чувствительность к дигидропиридинам.

## Лекарственное взаимодействие
При одновременном применении нифедипина с другими антигипертензивными препаратами, бета-адреноблокаторами, диуретиками, нитроглицерином и изосорбида мононитратом или динитратом длительного действия наблюдается синергическое действие на АД.
При одновременном применении нифедипина и фентанила возможно дополнительное уменьшение АД.
При одновременном применении нифедипина с циметидином, трициклическими антидепрессантами, ранитидином возможно усиление антигипертензивного действия нифедипина.
Рифампицин индуцирует активность ферментов печени, ускоряя метаболизм нифедипина, что приводит к снижению эффективности последнего.
При одновременном применении с препаратами кальция терапевтическая эффективность нифедипина понижается.